# クマシ
クマシ (Kumasi) は、ガーナの都市。首都のアクラに次ぐ大都市で、アシャンティ州の州都である。2013年の人口は約206.9万人。17世紀から19世紀にかけてこの地方を支配したアシャンティ王国の古都でもある。クマシは、ガーナの熱帯雨林地方に位置しており、「庭園都市」としてもよく知られている。多彩で美しい植物が数多く生息しているのが、「庭園都市」と呼ばれる所以である。

## 歴史
1695年、アシャンティ王国の首都として建設される。交易の中心地として発展したが、イギリスとのアシャンティ戦争で戦災を受け、一時衰退する。その後、アシャンティ地方がイギリス領となると、地域の中心として徐々に復興していった。

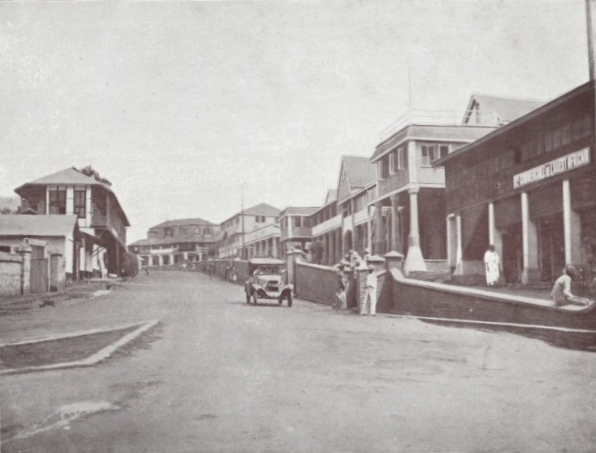
1925年のクマシ

## 地理
首都アクラの北西約200kmの内陸にある。約30 km南東にボスムトゥイ湖がある。

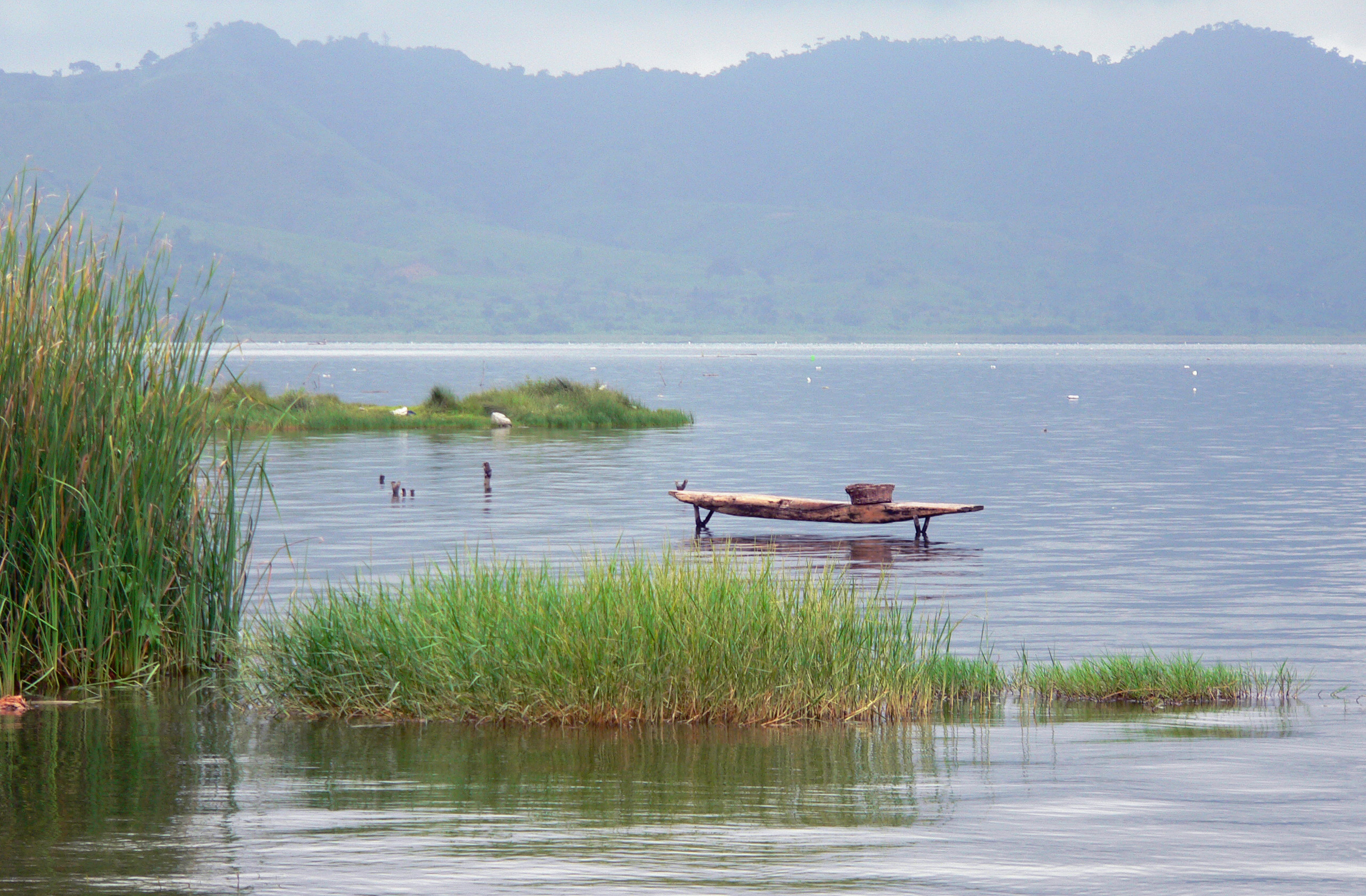
ボスムトゥイ湖

## 気候
ケッペンの気候区分でサバナ気候に区分される。
| クマシの気候                                                                                       | クマシの気候 | クマシの気候 | クマシの気候  | クマシの気候  | クマシの気候  | クマシの気候  | クマシの気候  | クマシの気候 | クマシの気候  | クマシの気候  | クマシの気候 | クマシの気候 | クマシの気候     |
| 月                                                                                                 | 1月          | 2月          | 3月           | 4月           | 5月           | 6月           | 7月           | 8月          | 9月           | 10月          | 11月         | 12月         | 年               |
| -------------------------------------------------------------------------------------------------- | ------------ | ------------ | ------------- | ------------- | ------------- | ------------- | ------------- | ------------ | ------------- | ------------- | ------------ | ------------ | ---------------- |
| 最高気温記録 °C （°F）                                                                             | 36.7 (98.1)  | 37.2 (99)    | 37.8 (100)    | 36.1 (97)     | 35.0 (95)     | 32.8 (91)     | 31.1 (88)     | 30.0 (86)    | 31.7 (89.1)   | 32.2 (90)     | 32.8 (91)    | 33.3 (91.9)  | 37.8 (100)       |
| 平均最高気温 °C （°F）                                                                             | 31.9 (89.4)  | 33.5 (92.3)  | 32.9 (91.2)   | 32.3 (90.1)   | 31.3 (88.3)   | 29.5 (85.1)   | 28.0 (82.4)   | 27.7 (81.9)  | 28.7 (83.7)   | 30.1 (86.2)   | 31.2 (88.2)  | 30.7 (87.3)  | 30.7 (87.3)      |
| 平均最低気温 °C （°F）                                                                             | 20.4 (68.7)  | 22.0 (71.6)  | 22.3 (72.1)   | 22.4 (72.3)   | 22.2 (72)     | 21.6 (70.9)   | 21.2 (70.2)   | 21.0 (69.8)  | 21.1 (70)     | 21.5 (70.7)   | 21.7 (71.1)  | 20.8 (69.4)  | 21.5 (70.7)      |
| 最低気温記録 °C （°F）                                                                             | 11.7 (53.1)  | 13.3 (55.9)  | 17.8 (64)     | 19.4 (66.9)   | 18.9 (66)     | 18.9 (66)     | 17.2 (63)     | 16.1 (61)    | 18.3 (64.9)   | 15.6 (60.1)   | 13.9 (57)    | 10.6 (51.1)  | 10.6 (51.1)      |
| 降水量 mm （inch）                                                                                 | 15.1 (0.594) | 66.3 (2.61)  | 137.0 (5.394) | 129.3 (5.091) | 174.4 (6.866) | 214.3 (8.437) | 157.5 (6.201) | 89.9 (3.539) | 165.2 (6.504) | 153.3 (6.035) | 74.3 (2.925) | 25.8 (1.016) | 1,402.4 (55.213) |
| 平均降水日数                                                                                       | 2            | 5            | 9             | 10            | 14            | 17            | 14            | 12           | 17            | 17            | 8            | 3            | 128              |
| 平均月間日照時間                                                                                   | 186.6        | 187.2        | 205.4         | 204.0         | 204.7         | 146.3         | 101.2         | 77.0         | 106.2         | 161.4         | 193.8        | 178.0        | 1,951.8          |
| 出典1：World Meteorological Organization, Sistema de Clasificación Bioclimática Mundial (extremes) |              |              |               |               |               |               |               |              |               |               |              |              |                  |
| 出典2：ドイツ気象局 (sun, 1961–1990)                                                               |              |              |               |               |               |               |               |              |               |               |              |              |                  |

## 経済
ガーナのカカオ生産の中心地に位置するため、カカオの集散地となっている。また、周辺の金鉱も重要である。工業では、金属加工、製材、家具製造などの小規模な工場が多い。

## 交通

### 空港
- クマシ空港

### 鉄道
首都のアクラとタコラディを結ぶ鉄道が通っている。

### 道路
- N6
- N10
- IR4
- IR5
- R52
- R106
- R134

## 教育
- クワメ・エンクルマ科学技術大学

## スポーツ
- アサンテ・コトコSC - サッカークラブ

## 出身人物
- コフィー・アナン（第7代国際連合事務総長、ノーベル平和賞受賞者）
- ジョン・アジェクム・クフォー（第四共和政2代大統領）
- アンソニー・イエボア（サッカー選手）
- コフィ・キングストン（プロレスラー）

## 姉妹都市
- アメリカ合衆国 ノースカロライナ州 シャーロット
- アメリカ合衆国 ノースカロライナ州 ウィンストン・セーラム
- アメリカ合衆国 ニュージャージー州 ニューアーク